# Långtjärnen, Rämmens socken
Långtjärnen är en sjö i Filipstads kommun, som ingår i Göta älvs huvudavrinningsområde.